# Bryan Nauleau
Bryan Nauleau (Les Sables-d'Olonne, Vendée, 17 de març de 1988), és un ciclista francès, professional des del 2013 i actualment membre de l'equip Direct Énergie. Combina la carretera amb la pista.

## Palmarès en pista
- 2009
  -  Campió de França en persecució per equips
- 2010
  -  Campió de França en persecució per equips
- 2015
  -  Campió de França en persecució per equips

## Palmarès en ruta
- 2010
  - 1r al Circuit du Mené i vencedor d'una etapa
- 2011
  - 1r als Boucles de la Marne
- 2012
  - 1r als Tres dies de Cherbourg i vencedor d'una etapa
- 2013
  - Vencedor d'una etapa als Boucles de la Marne

### Resultats al Tour de França
- 2015. 157è de la classificació general

### Resultats a la Volta a Espanya
- 2014. Abandona (7a etapa)
- 2016. 146è de la classificació general